# Cabredo
Cabredo ist ein nordspanisches Dorf und eine Gemeinde (municipio) mit 75 Einwohnern (Stand: 2024) im Süden der Autonomen Gemeinschaft Navarra. 

## Lage und Klima
Cabredo liegt gut 66 km (Fahrtstrecke) westsüdwestlich von Pamplona bzw. ca. 21 km nordnordöstlich von Logroño in einer Höhe von ca. 660 m am Ega. Das Klima ist gemäßigt bis warm; Regen (ca. 808 mm/Jahr) fällt überwiegend im Winterhalbjahr.

## Bevölkerungsentwicklung
| Jahr      | 1970 | 1981 | 1991 | 2001 | 2011 | 2021 |
| Einwohner | 191  | 147  | 143  | 122  | 104  | 85   |

## Sehenswürdigkeiten
- Jakobskirche
- Christuskapelle

## Persönlichkeiten
- Baltasar Jaime Martínez de Compañón (1735/1737–1797), Bischof von Trujillo und Peru